# Дмитрий Ребрик
Дмитрий Ребрик е руски спортен функционер. Известен е като председател на спортните клубове ОЛЛС (1914 - 1922) и ОППВ (1923 – 1924).

## Биография
Роден е на 25 септември 1878 г. През 1911 г. влиза в ръководството на ОЛЛС като секретар. През 1913 г. е назначен за съветник на председателя Фьодор Хенинг.
От 1914 г. Ребрик е председател на ОЛЛС. През 1917 г. е назначен за председател на Московската футболна лига, оставайки на поста до разформироване на лигата през 1922 г. Паралелно с това Ребрик ръководи и Московската лекоатлетическа лига.
Под ръководството на Ребрик ОЛЛС печели Казанската лига през 1917 г., първенството на Москва, Купа „Тосмена“ и Купа „КФС Коломяги“ през 1922 г.
През 1923 г. е назначен за председател на ОППВ, след като на базата на ОЛЛС съветската власт създава армейски отбор. Остава на поста малко повече от година, докато е сменен от Бронислав Верниковский през 1924 г.
Умира в Москва на 29 декември 1944 г.